# Noite (livro)
Noite é um livro do escritor Érico Veríssimo, publicado em 1954. Recentemente, a obra foi reeditada pela Companhia das Letras. Noite teve outras edições e também reimpressões pela editora Globo. Além disso, é possível encontrar, em sebos, exemplares publicados pelo Círculo do Livro, que correspondem a edições mais antigas.
Escrita antes da conclusão da trilogia de O tempo e o vento, a novela não teria agradado ao público e à crítica, ansiosos para o desenlace da saga da família Terra Cambará.  "Noite [é] uma novela inquietadora (...) que aparece no meio da redação de O tempo e o vento, mas que é um texto inquietador, respeitável". 
Em 1985, Noite foi adaptado para o cinema, sob direção de Gilberto Loureiro, tendo Paulo Cesar Pereio, Otávio Augusto e Nelson Dantas nos papéis principais. Naquele ano, o filme recebeu os prêmios de melhor filme, melhor ator (Pereio), melhor ator coadjuvante (Otávio Augusto) e Prêmio Especial do Juri, no Festival de Gramado.  
A novela integrou a listagem de leituras obrigatórias do Programa de Ingresso ao Ensino Superior (PEIES) da Universidade Federal de Santa Maria, no caso dos alunos que realizavam as chamadas provas PS 3, destinadas aos candidatos da terceira série do ensino médio.
Além disso, a obra constou na relação de leituras prévias exigidas para os vestibulares de 2017 e 2018 da Universidade Federal do Rio Grande do Sul. 

## Enredo
A história começa no final de um dia e desenrola-se ao longo de uma noite, conforme ela vai avançando, os fatos vão se sucedendo. Há um homem perdido nas ruas de uma grande cidade, ele não sabe quem é e, sem memória, começa a questionar quem é, como chegou aquela situação, ficando claro que não reconhece nem a si, nem os que o circundam.
A história é toda envolta em mistério. O “Desconhecido” (ou homem de gris) então sai pela cidade   e encontra duas figuras noturnas, que lhe parecem bastante estranhas: o Mestre e o Corcunda, que vão lhe carregando por lugares incomuns: um velório, uma casa de prostituição, um pronto socorro. A tensão aumenta sempre, porque o mistério está sempre presente, marcado por uma atmosfera sombria. Embora não tenham nomes, as personagens têm voz e representam extratos sociais da sociedade  permitindo uma leitura de cunho psicanalítico, diferente da maioria das obra do autor que adotam um viés histórico.  
O “Desconhecido”  sente-se desconfortável, há culpa, há mais e mais questionamentos sobre si mesmo. O narrador não se ocupa em prestar explicações sobre os fatos que se sucedem, a narrativa é rápida, as ações são contínuas e o leitor precisa interpretar também com rapidez para estabelecer as relações necessárias que lhe conduzam ao entendimento dos fatos narrados. O “Desconhecido” anda pelas ruas, que talvez conheça, mas não lembra; não sabe o que lhe aconteceu; teme os seus companheiros, eles são estranhos. 
Durante o passeio, o desmemoriado é interrogado sub-repticiamente pelas "aves noturnas" quanto à possibilidade de envolvimento num bárbaro assassinato, crime passional ocorrido horas antes na cidade, e do qual não se conhece o autor.
De repente, ele recorda que tem uma esposa e que houve uma discussão. O “Desconhecido” então volta para casa, ele escuta passos, mas relembra que impôs uma grande humilhação à mulher. Ela estará viva, ela permanece na casa, foi embora, morreu?